# バック・イン・ザ・U.S.S.R. (アルバム)
『バック・イン・ザ・U.S.S.R.』（原題:Снова в СССР, 通称:The Russian Album） は、ポール・マッカートニーによるロックのスタンダード・ナンバーのカバー・アルバム。1988年に当時のソビエト連邦でのみ限定でリリースされた。ソビエトではメローディヤ・レーベルのLPでリリースされたが、1991年にはボーナス・トラックを加えた世界共通盤のCDがリリースされている。
アルバムの原題 「CHOBA B CCCP」 は、1968年にビートルズが発表した2枚組アルバム『ザ・ビートルズ』（通称「ホワイト・アルバム」）に収録されたマッカートニーの有名な楽曲、『バック・イン・ザ・U.S.S.R.』（Back in the U.S.S.R.）のロシア語訳である。この原題は一見ラテン・アルファベットで 「choba b cccp」 と書いてあるように見えるが、実際にはロシア語の文字であるキリル文字によるもので、ラテン文字に転写すれば 「Snova v SSSR」 となり、ロシア語では「スノーヴァ・フ・エス・エス・エス・エル」のように発音される。

## 制作の経緯・概要
1986年にアルバム『プレス・トゥ・プレイ』を発表したものの、高い評価を得られなかったマッカートニーは、翌1987年の前半、次のアルバムの構想に時間を費やした。7月、マッカートニーは自らのルーツに回帰する必要性を強く感じ、1950年代のスタンダード・ナンバーの中から、お気に入りの曲を他の3人のセッション・ミュージシャンと共に2日間で録音した。
レコーディング・セッションでは22曲が録音されたが、当初その中から11曲のみがアルバムに収録された。1988年12月、ソビエトでセカンド・プレスがリリースされた際、「アイム・ゴナ・ビー・ア・ウィール・サムデイ」（I'm Gonna Be a Wheel Someday）と「サマータイム」（Summertime）が追加収録され、アルバムの収録曲数は13曲になった。さらに1991年の世界共通盤CDのリリース時に、1989年のシングル『ディス・ワン』に収録され既に発表されていた「アイム・イン・ラヴ・アゲイン」（I'm in Love Again）がボーナス・トラックとして収録され、アルバムの収録曲数は14曲となっている。
以上の他、このレコーディング・セッションで録音されて後に公式にリリースされた曲は、上述のシングル『ディス・ワン』に収録されたブルース・ジャム「アイ・ウォナ・クライ」（I Wanna Cry）と、1990年2月にイギリスの音楽誌ニュー・ミュージカル・エクスプレスが企画したエルヴィス・プレスリー（Elvis Presley）の2枚組トリビュート・アルバム『The Last Temptation Of Elvis』に収録された「イッツ・ナウ・オア・ネヴァー」（It's Now or Never）の2曲である。また、このセッションで録音され、公式にリリースされていない曲は、「アイ・ソー・ハー・スタンディング・ゼア」 (I Saw Her Standing There, ビートルズの楽曲)、「テイク・ディス・ハンマー」（Take This Hammer, ロニー・ドネガン（Lonnie Donegan）の楽曲）、「カット・アクロス・ショーティー」（Cut Across Shorty, エディ・コクラン（Eddie Cochran）の楽曲）、「プア・ボーイ」（Poor Boy, エルヴィス・プレスリーの楽曲）、「レンド・ミー・ユア・コーム」（Lend Me Your Comb, カール・パーキンス（Carl Perkins）の楽曲）、「ノー・アザー・ベイビー」（No Other Baby, ヴァイパーズ（The Vipers）の楽曲）の6曲である。「ノー・アザー・ベイビー」は後にマッカートニーが再録音を行い、1999年発表のアルバム『ラン・デヴィル・ラン』に収録されている。
ソビエト盤のLPのカバーのデザインはリンダ・マッカートニーで、ポールの写真とソビエトの象徴である赤い星が組み合わされたもとなっている。ジャケット裏面には、ニュー・ミュージカル・エキスプレス誌の音楽評論家ロイ・カー（Roy Carr）による解説がロシア語で記載されている。
このアルバムの発表当時、ソビエトではマッカートニーの作品を含め、西側諸国のロック音楽の正規盤の入手が大変困難な状況にあった。マッカートニーは、そのようなソビエトのファンへのプレゼントとして、このアルバムをソビエト以外の国では逆に入手困難なものにすることを意図し、当初ソビエト以外の国でリリースする意図はなかった。このアルバムに関しては、それまでのソビエト国内の状況と西側諸国の状況を逆転させようとしていたのである。実際にソビエト以外の国では、このアルバムのソビエトからの輸入盤もしくは、ブートレグ盤が出回ることとなった。最終的に1991年には、全世界で共通盤のCDがリリースされ、イギリスのチャートで63位、アメリカでは109位を記録した。面白いことに、CD盤のジャケットにはアルバムのロシア語のタイトルがミス・プリントされており、CHOBA B CCCP が СНОВА Б СССРとなっている。キリル文字Бはラテン・アルファベットのBに相当する文字であるが、本来のロシア語のタイトルではВであり、これはラテン・アルファベットのVに相当する文字である。

## 収録曲
1. カンサス・シティ (Kansas City ジェリー・リーバー／マイク・ストーラー) – 4:02
2. トウェンティ・フライト・ロック (Twenty Flight Rock エディ・コクラン／ネッド・フェアチャイルド) – 3:03
3. ローディ・ミス・クローディ (Lawdy Miss Clawdy ロイド・プライス) – 3:17
4. アイム・イン・ラヴ・アゲイン(I'm In Love Again ファッツ・ドミノ／デイヴ・バーソロミュー) – 2:58（1991年の世界共通盤CDに収録のボーナス・トラック）
5. ブリング・イット・オン・ホーム・トゥ・ミー(Bring It On Home To Me サム・クック) – 3:14
6. ルシール(Lucille リチャード・ペニマン／アルバート・コリンズ) – 3:13
7. ドント・ゲット・アラウンド・マッチ・エニィモア (Don't Get Around Much Anymore デューク・エリントン／ボブ・ラッセル) – 2:51
8. アイム・ゴナ・ビー・ア・ウィール・サムデイ(I'm Gonna Be A Wheel Some Day ファッツ・ドミノ／デイヴ・バーソロミュー／ロイ・ヘイズ) – 4:12
9. ザッツ・オール・ライト、ママ (That's All Right Mama アーサー・クルーダップ) – 3:47（ソビエト盤のLPではこの曲からB面となる）
10. サマータイム(Summertime ジョージ・ガーシュウィン) – 4:57
11. エイント・ザット・ア・シェイム (Ain't That A Shame ファッツ・ドミノ／デイヴ・バーソロミュー) – 3:43
12. クラッキン・アップ (Crackin' Up エラス・マクダニエル) – 3:55
13. ジャスト・ビコーズ (Just Because ボブ・シェルトン／ジョー・シェルトン／シドニー・ロビン) – 3:34
14. ミッドナイト・スペシャル (Midnight Special 民謡／マッカートニー編曲) – 3:59

## 参加ミュージシャン
- ポール・マッカートニー: ベース、ギター、ヴォーカル
- ミック・ギャラガー: キーボード、ピアノ
- ミック・グリーン: ギター（7月20日のみ参加）
- クリス・ウィッテン: ドラムス（〃）
- ニック・ガーヴェイ: ベース、ギター、バックヴォーカル（7月21日のみ参加）
- ヘンリー・スピネッティ: ドラムス、パーカッション（〃）